# Talsperre Gallito Ciego
Die Talsperre Gallito Ciego (span. Represa Gallito Ciego) liegt am Río Jequetepeque im Nordwesten Perus in der Region Cajamarca. Die Talsperre befindet sich am Rande der peruanischen Westkordillere 77 km westlich der Stadt Cajamarca. Sie dient in erster Linie der Bewässerung von bis zu 42.700 ha Anbaufläche in der abstrom gelegenen Küstenebene (Bewässerungsprojekt Jequetepeque–Zaña) sowie der Abflussregulierung. Ferner nutzt ein Wasserkraftwerk das Gefälle zur Energiegewinnung. Gallito Ciego heißt wörtlich übersetzt „Blinder Hahn“. Die Anlage wurde 2003 von SN Power Perú übernommen. Seit 2014 ist Statkraft Betreiber der Anlage.

## Talsperre
Die Talsperre Gallito Ciego wurde 1981–1988 errichtet. Das Staudammprojekt wurde maßgeblich von dem Konsortium AGC (Züblin AG, Wayss und Freitag) realisiert. Die Planung wurde von der Salzgitter-Consult GmbH durchgeführt. Die Finanzierung gewährleistete die Kreditanstalt für Wiederaufbau. Der 102 m hohe Erdschüttdamm hat eine Kronenhöhe von 413 m, eine Kronenlänge von 782 m sowie eine Basisbreite von 472 m. Am westlichen Dammende befindet sich eine Hochwasserentlastungsanlage mit Schussrinne, die über eine Kapazität von 1600 m³/s verfügt.

## Stausee
Der Río Jequetepeque wird auf einer Länge von 9 Kilometern aufgestaut. Das Stauziel liegt bei 404 m, die Wasserfläche bei Vollstau beträgt etwa 14,2 km². Der Gesamtstauraum beträgt 476 Mio. m³. Davon bilden 392 Mio. m³ (zwischen den Stauhöhen 361 m und 404 m) den nutzbaren Stauraum. 84 Mio. m³ liegen unterhalb der minimal nutzbaren Stauhöhe, 94 Mio. m³ liegen oberhalb der maximal nutzbaren Stauhöhe (zwischen den Stauhöhen 404 m und 410 m). Entlang dem Nordufer des Stausees verläuft die Nationalstraße PE-08 (Cajamarca–Ciudad de Dios). Das Einzugsgebiet umfasst etwa 3500 km².

## Wasserkraftwerk
Das Wasserkraftwerk Gallito Ciego (span. Central Hidroeléctrica Gallito Ciego) wurde 1995–1997 fertiggestellt. Es besitzt eine installierte Gesamtleistung von 37,4 MW. Das Kraftwerk verfügt über zwei vertikal gerichtete Francis-Turbinen. Die Fallhöhe beträgt 83 m, die Ausbauwassermenge 42 m³/s. Die jährliche Energieproduktion liegt bei 156 GWh. Unterhalb des Wasserkraftwerks befindet sich ein Ausgleichsbecken.

## Ökologie
In der Gebirgsregion dauert die Regenzeit von Januar bis April, in welcher etwa 75 Prozent des Jahresniederschlags fallen. Während El-Niño-Jahren kommt es zu besonders ausgeprägten Starkregenereignissen. Aufgrund der starken Abholzung im oberstrom gelegenen Gebiet führt der Río Jequetepeque eine große Sedimentfracht, die zu einer allmählichen Verschlammung des Stausees führt.